# Алменара
Алменара, Альменара (валенс. Almenara, ісп. Almenara) — муніципалітет в Іспанії, у складі автономної спільноти Валенсія, у провінції Кастельйон. Населення — 6007 осіб (2010).

## Географія
Муніципалітет розташований на відстані близько 310 км на схід від Мадрида, 30 км на південний захід від міста Кастельйон-де-ла-Плана.
На території муніципалітету розташовані такі населені пункти: (дані про населення за 2010 рік)
- Алменара: 5232 особи
- Пладжа-д'Алменара-Касабланка: 775 осіб

## Демографія
Динаміка населення (INE ):